# Longusorbiidae
De Longusorbiidae is een uitgestorven familie uit de superfamilie Portunoidea van de infraorde krabben (Brachyura).

## Systematiek
De Longusorbiidae omvat slechts één geslacht: 
- Lithophylax  †  A. Milne-Edwards & Brocchi, 1879